# Língua massalite
O massalite é uma língua nilo-saariana falada pelo grupo étnico massalite no oeste de Darfur. Essa língua possui dois socioletos: o massalite "pesado", com uma complicada gramática aglutinativa, falado pelas pessoas de alta classe e no campo, e o "leve", falado especialmente nas cidades, com uma estrutura gramática de certa forma simplificada.